# Турбина (растение)
Турбина (лат. Turbina) — род цветковых растений из семейства Вьюнковые (Convolvulaceae). Виды произрастают в Америке от южных штатов США, где проходит северная граница ареала, до Бразилии и Боливии на юге. Встречаются Африке, распространены на Мадагаскаре. Отдельные виды представлены в Австралии.
Род известен прежде всего видом Turbina corymbosa, который содержит психоактивные вещества и части которого традиционно использовались коренными народами Америки в ритуальных целях.

## Виды
По современным данным род включает немногим более 10 видов:
- Turbina abutiloides (Kunth) O'Donell
- Turbina cordata (Choisy) D.F.Austin & Staples
- Turbina corymbosa (L.) Raf.
- Turbina holubii A.Meeuse
- Turbina inopinata Heine [2]
- Turbina oblongata A.Meeuse
- Turbina oenotheroides A.Meeuse
- Turbina racemosa (Poir.) D.F.Austin
- Turbina robertsiana A.Meeuse
- Turbina shirensis A.Meeuse
- Turbina stenosiphon (Hallier f.) A.Meeuse
- Turbina suffruticosa A.Meeuse